# بروجكت رانواي الشرق الأوسط
بروجكت رانواي الشرق الأوسط، هو النسخة العربية من البرنامج تلفزيون الواقع العالمي «بروجكت رانواي» المتعلق بمجال الموضة وتصميم الأزياء. إنتاج البرنامج في صيغته العربية تمت ما بين مجموعة إم بي سي ودار إيلي صعب للأزياء العالمية.
إنطلقت المسابقة في 17 أيلول 2016، على شاشتي إم بي سي 1 وإم بي سي مصر 2، وتولت مهمة التقديم، ملكة جمال أستراليا السابقة، اللبنانية جيسيكا قهواتي.
عرضت نسخة عربية سابقة للمسابقة على شاشة تلفزيون المستقبل باسم بروجكت فاشن المصمم العربي في عامي 2006 و2007.

## مبدأ المسابقة
تقوم فكرت البرنامج الذي سيعرض على مدى ثلاثة عشر أسبوعا، على تقديم التصاميم التي ينفذها المشتركون، 15 شابا وصبية، من قبل لجنة تحكيم متخصصة يترأسها كل من:
- المصمم العالمي، اللبناني إيلي صعب
- عارضة الأزياء، التونسية عفاف جنيفان
- عضو ثالث سيشغر مكانه ضيف نجم سينغير من أسبوع للآخر

ويتولى مسؤولية الإشراف على المشتركين ويقوم بدور المستشار، السعودي فارس الشهري، خبير في عالم الأزياء.
سيتم استبعاد مشترك واحد في نهاية كل حلقة، وليتأهل أربعة مشتركين لمرحلة التصفيات النهائية ويتوج واحد منهم في الحلقة الختامية، التي ستنقل على الهواء مباشرة من «حي دبي للتصميم» في العاشر من كانون الأول 2016.
كل مهمة من المهام التي تقع على عاتق المشتركين، تحمل عنوانا معينا، يجب أن تكون ابتكارات المشتركين مبنية عليه مثل «أسود وأبيض»، «وصف بكلمة واحدة»...الخ.

## المشتركين
| المشترك        | العمر | النتيجة                                             |
| -------------- | ----- | --------------------------------------------------- |
| عليا النحاس    | 27    | المركز الخامس عشر خرجت في الأسبوع الأول 2016.09.17  |
| فاطمة النجدي   | 28    | المركز الرابع عشر خرجت في الأسبوع الثاني 2016.09.24 |
| سبأ طارق       | 27    | المركز الثالث عشر خرجت في الأسبوع الثالث 2016.10.02 |
| تغريد العريض   | 31    | المركز الثاني عشر خرجت في الأسبوع الرابع 2016.10.10 |
| لوسي فاضل      | 31    | المركز الحادي عشر خرجت في الأسبوع الخامس 2016.10.15 |
| لوما صالح      | 25    |                                                     |
| آمنة الشندويلي | 23    |                                                     |
| هبة المجددي    | 22    |                                                     |
| إلهام إيتسيل   | 26    |                                                     |
| عيسى حسو       | 31    |                                                     |
| علاء نجد       | 32    |                                                     |
| مارون عيسى     | 60    |                                                     |
| مهند كوجاك     | 21    |                                                     |
| ريان أطلس      | 32    |                                                     |
| سليم شبيل      | 25    |                                                     |

## الجوائز
الجوائز التي سيحصدها المتأهلون الأربعة في نهاية المسابقة، فهي تقديم مجموعة كاملة من تصماميمهم في حفل يحضره الآلاف، مساحة إبداعية لمدة سنة في حي دبي للتصميم، الانتساب لمجلس دبي للتصميم والأزياء لمدة سنة، وكذلك مبلغ 50 ألف دولار أمريكي لإنتاج أول عرض أزياء له، مقدمة من شركة مساحيق التجميل العالمية مايبي لين نيويورك، وظهور تصاميمه على غلاف مجلة «هاربرز بازار آرابيا» في عدد شهر كانون الثاني 2017.

## ضيوف الحلقات
| الحلقة | الضيف                              | بلد الضيف          |
| ------ | ---------------------------------- | ------------------ |
| 1      | هيفاء وهبي                         | لبنان              |
| 2      | وفاء الكيلاني                      | مصر                |
| 3      | توني غارن                          | الولايات المتحدة   |
| 4      | نانسي عجرم                         | لبنان              |
| 5      | يسرا                               | مصر                |
| 6      | هيا عبد السلام                     | الكويت             |
| 7      | سلافة معمار                        | سوريا              |
| 8      | اليسا                              | لبنان              |
| 9      | ميلا جوفوفيتش                      | الولايات المتحدة   |
| 10     | عفاف جنيفان                        | تونس               |
| 11     | سميرة سعيد، وائل كفوري، محمد حماقي | المغرب، لبنان، مصر |

## مواضيع ذات صلة
- بروجكت فاشن المصمم العربي